# Newton (Géorgie)
Pour les articles homonymes, voir Newton.
La ville américaine de Newton est le siège du comté de Baker, dans l’État de Géorgie.

## Démographie
| 1860  | 1870 | 1880 | 1900 | 1910 | 1920 |
| ----- | ---- | ---- | ---- | ---- | ---- |
| 3 225 | 145  | 167  | 329  | 364  | 377  |

| 1930 | 1940 | 1950 | 1960 | 1970 | 1980 |
| ---- | ---- | ---- | ---- | ---- | ---- |
| 517  | 514  | 503  | 529  | 624  | 711  |

| 1990 | 2000 | 2010 | - | - | - |
| ---- | ---- | ---- | - | - | - |
| 703  | 851  | 654  | - | - | - |

Lors du recensement de 2000, sa population s’élevait à 851 habitants.

## Source
- (en) Cet article est partiellement ou en totalité issu de l’article de Wikipédia en anglais intitulé « Newton, Georgia » (voir la liste des auteurs).